# جرم سکون الکترون
یکی از پرکاربردترین و بنیادی‌ترین ثابتهای فیزیک است.

## تاریخچه
تامسون پس از اجرای آزمایش‌های بسیار بر روی لوله پرتوی کاتدی توانست مقدار نسبت بار به جرم الکترون را محاسبه و عدد آن را {\displaystyle 1.76\times 10^{8}} اعلام نمود میلیکان نیز مقدار بار الکتریکی الکترون را {\displaystyle e=1.602\times 10^{-19}C} اندازه گرفت و از ترکیب این دو به راحتی جرم سکون الکترون معلوم شد.

## مقدار
جرم سکون الکترون برابر است با:
{\displaystyle 9.109\times 10^{-28}g}
که SI‌سازی آن چنین می‌شود:
{\displaystyle 9.109\times 10^{-31}Kg}